# 宮城県宮城野高等学校
宮城県宮城野高等学校（みやぎけん みやぎのこうとうがっこう）は、宮城県仙台市宮城野区田子二丁目にある県立高等学校。JR仙石線福田町駅から徒歩10～15分の場所にあり、西側・北側には水田が、東側・南側には住宅地が広がっている。

## 概要
宮城野高校は「宮城野……ここでは一人ひとりが輝きます」というスローガンのもと、宮城県のパイロットスクールとして開校された。校則がないのが特徴である。したがって制服も無い。また、開校当初から『生徒のことは生徒自身が話し合って決めていく』という「生徒自治」の体制を取っている。
2005年度より、話し合いのための定例生徒総会が毎年9月に実施されるようになっている。
総合学科、美術科を有しており、宮城県内各地からの入学者を有する学校である。
卒業生の殆どは進学するが、このうち美術科では東北芸術工科大学、多摩美術大学、武蔵野美術大学をはじめとした美術系大学への進学が目立つ。
宮城野高校は他の学校と違う点がいくつかあり、例えば「決められた行事が無い（年度ごとの行事は、前年度秋頃に決定される）」、「部活・委員会がない」などがある。部活の代わりには「サークル」と呼ばれるものが、また委員会の代わりには「ボランティア」という団体が存在していて、それぞれ所属は任意である。なお、サークルには原則として対外活動が認められていない。（高文連・高体連に登録されないため。）
また、公民科・倫理の授業においてかつて行われていた「テオーリア」という試み（生徒が日常的に思ったことを予め自由に投稿し、それを授業で取り上げる試み）をまとめた書籍が、2007年末に発売されている。
少子化・私立高校の需要増加に伴い令和四年度生から美術科1クラス 普通科5クラスへ変更され、総合学科はなくなった。

## 沿革
- 1991年（平成3年） - 宮城県高等学校整備検討委員会報告において、「仙台北地区人口の社会増に対する収容対策として、同地区内に普通科高等学校2校の新設が必要である」との提言を受ける。また、その2校について、「従来にない新しい学科・コースを設けたり、大幅な選択性の導入や履修方法の弾力化等を積極的に取り入れた学校とすべきである」 との指針が示される。
- 1994年（平成6年） 12月 - 宮城県条例により、仙台市に宮城県宮城野高等学校の設置を公示。
- 1995年（平成7年） - 開校
- 2005年（平成17年） 9月 - 本校で初めての生徒総会が行われる。
- 2005年（平成17年） 10月 - 大江健三郎を招き、仙台サンプラザホールで開校10周年記念式典を実施。
- 2006年（平成18年） 4月
  - 普通科の人文国際コース、理数情報コースを廃止し、普通科を一本化。
  - 開校10周年記念事業の一環として、体育館アリーナに校歌の歌詞板、大講義室にエアコンがそれぞれ設置される。同時に太陽光発電設備が完成。
- 2007年（平成19年） 12月 - 公民科の倫理の授業で山上隆司教諭によって行われていた「テオーリア」をまとめた書籍『高校生の頭んなか』が創栄出版より発売。
- 2008年（平成20年）11月 - 小柴昌俊を招き、「大きいこと、小さいこと」と題した講演会が行われた。
- 2020年（令和2年）10月 - 創立25周年記念公演として小山薫堂を招き、「幸せの企画術」と題した講演会が行われた。

## 歴代校長
1. 八巻一雄（平成7年度～平成9年度）
2. 石田昌彦（平成10年度～平成12年度）
3. 川村幸安（平成13年度～平成14年度）
4. 高橋雅武（平成15年度～平成16年度）
5. 荒伸二（平成17年度～平成18年度）
6. 佐藤東志夫（平成19年度～平成20年度）
7. 黒川利司 (平成21年度～平成22年度）
8. 齋藤公子 (平成23年度～平成26年度）
9. 伊東玲子 (平成27年度～平成29年度)
10. 遠藤吉夫 (平成30年度〜令和2年度)
11. 佐藤誠  (令和3年度～)

## 設置学科
- 美術科（各学年1クラス40人程度）
- 普通科（各学年4クラス160人程度）　　　　　　【廃科】
- 総合学科（各学年2クラス80人程度）
  - 人文系列
  - 理数系列
  - 美術系列

## 著名な卒業生

### 芸能
- 鎌田梢 - 声優、ナレーター
- 稲葉さゆり - 女優
- 中村和彦 ‐ ベーシスト、9mm Parabellum Bullet
- 上遠野太洸 - 俳優、第23回ジュノンスーパーボーイコンテストグランプリ
- 藤本つかさ - プロレスラー、女優
- 斉藤百香 - フリーアナウンサー、元東北放送アナウンサー
- 井澤巧麻 - 俳優

### その他
- 道渕諒平 - サッカー選手
- 宮崎夏次系 - 漫画家
- jugo（ジュゴ） - イラストレーター（宮城のご当地キャラクター「仙台弁こけし」作者[1]）
- 佐藤寛和 - 経営者・デザイナー（上記「仙台弁こけし」のプロデューサー[2]）
- 阿部森羅 - プロゲーマー、トラックドライバー